# AiRI

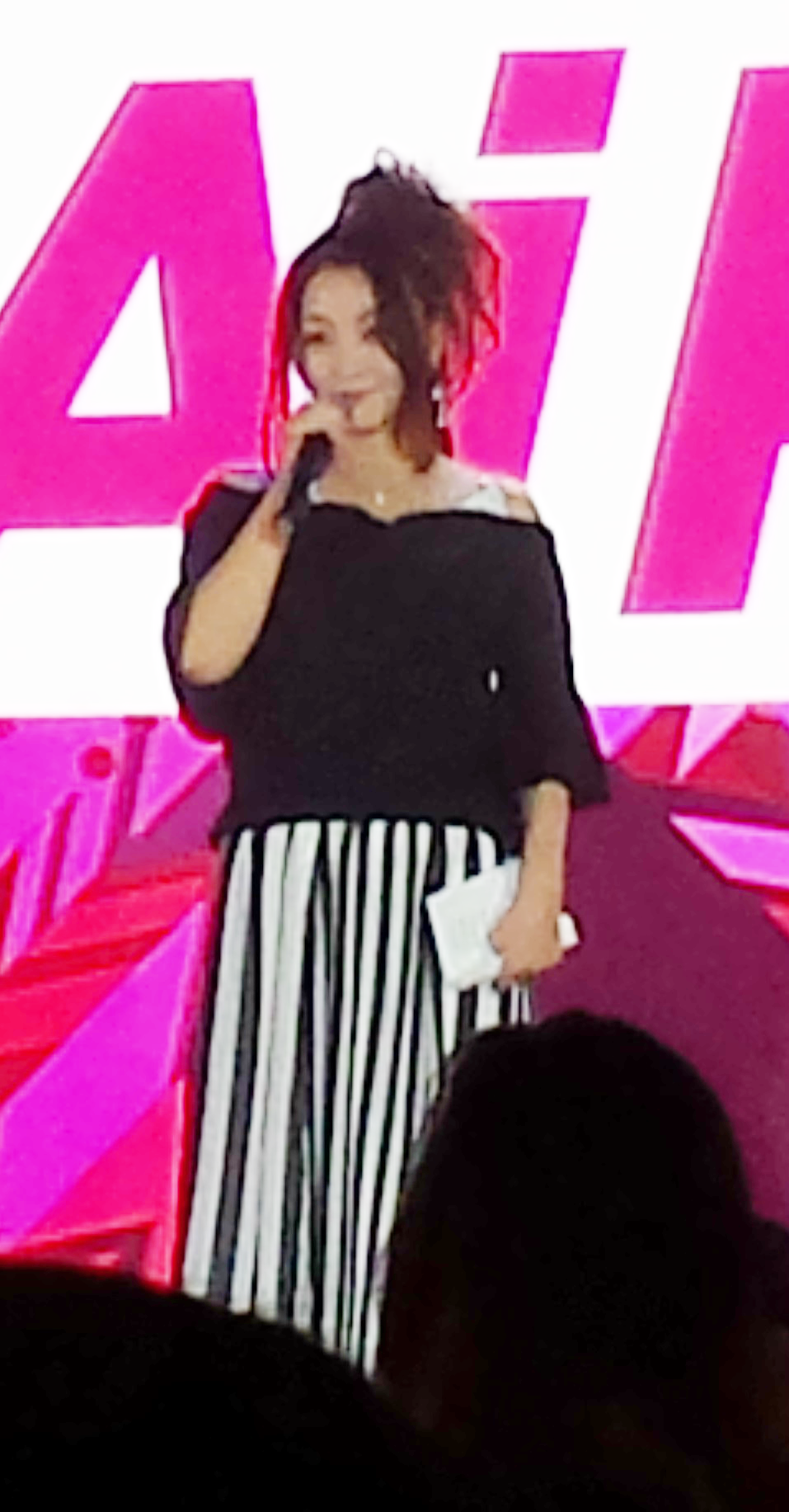
AiRI bei der Cosplay Mania 2018 auf den Philippinen

AiRI (* 13. September), früher bekannt als UR@N, ist eine japanische J-Pop-Sängerin, die durch Interpretation des Titelsongs zu Tari Tari, Dreamer, bekannt geworden ist. Zurzeit (Stand: August 2015) steht die Künstlerin bei Lantis unter Vertrag. Aufgrund ihrer Stimme wird sie als Hightone Queen oder Sparking Voice Queen beworben.

## Diskografie
| 1                           | 11. Mai 2011     | Learn together              | 92 |
| 2                           | 10. August 2011  | Unmei/Futatsu no Ashiato    | 83 |
| 3                           | 9. November 2011 | Pieces                      | 34 |
| 4                           | 21. März 2012    | Kimi to Boku wa Soko ni ita | –  |
| 5                           | 1. August 2012   | Dreamer                     | 21 |
| „–“ keine Chart-Platzierung |                  |                             |    |